# Joseph Boczov
Joseph Boczov, właśc. József Boczor, pseud. Ferenc Wolff (ur. 3 sierpnia 1905 w Felsobanya, zm. 21 lutego 1944 w Suresnes) – węgierski inżynier chemik, uczestnik hiszpańskiej wojny domowej i francuskiego ruchu oporu, ochotnik w grupie Manukiana.

## Przed wojną
W wieku 23 lat opuścił rodzinną wieś, by udać się do Hiszpanii i wstąpić do Brygad Międzynarodowych, co zajęło mu sześć miesięcy. Po klęsce republikanów, razem z grupą innych walczących po ich stronie Węgrów, znalazł się w obozie w Gurs. Zorganizował wówczas brawurową ucieczkę i znalazł się w Paryżu.

## II wojna światowa
Boczov wstąpił do imigranckich jednostek ruchu oporu formowanych przez Francuską Partię Komunistyczną, stając na czele oddziału złożonego z Rumunów i Węgrów. Dokonał słynnego zamachu na dworzec w Belleville z wykorzystaniem granatów. Dzięki inżynieryjnym umiejętnościom Boczova jego grupa specjalizowała się w atakach na pociągi Wehrmachtu i SS. Sukcesy odnoszone na tym polu sprawiły, że Boczov stanął na czele większej jednostki zajmującej się wykolejeniami.
Boczov stał się tym samym jedną z najbardziej poszukiwanych przez francuską policję osób. Ukrywał się w Paryżu w kilku konspiracyjnych lokalach. 21 października 1943 Boczov, Léon Goldberg i grupa innych bojowników wyjechali ze stolicy do Grandpuits, gdzie zamierzali zaatakować niemiecki konwój do Troyes. W nocy z 24 na 25 października grupa z powodzeniem dokonała wykolejenia pociągu, nie zdołała jednak wycofać się z pola walki. Zaatakowani i ostrzelani przez francuską policję, stracili trzech zabitych i trzech wziętych do niewoli. Sam Boczov uciekł, jednak tropiony, już 27 listopada 1943 został aresztowany.
Boczov został postawiony przed sądem wojskowym razem z pozostałymi działaczami grupy Manukiana i skazany na śmierć. Został rozstrzelany 21 lutego 1944 w forcie Mont Valérien. Jego wizerunek pojawił się na tzw. czerwonych afiszach (fr. affiches rouges), gdzie Boczov został przedstawiony jako jeden z kryminalistów zagranicznych „udających bojowników o wolność Francji”.